# Plescop
Plescop (bret. Pleskob) – miejscowość i gmina we Francji, w regionie Bretania, w departamencie Morbihan.
Według danych na rok 1990 gminę zamieszkiwało 2966 osób, a gęstość zaludnienia wynosiła 127 osób/km² (wśród 1269 gmin Bretanii Plescop plasuje się na 188. miejscu pod względem liczby ludności, natomiast pod względem powierzchni na miejscu 414.).